# 2. ŽNL Sisačko-moslavačka 2010./11.
Prvenstvo se igralo dvokružno. Prvenstvo je osvojila NK Sloga Hrastovica. Prije samog početka prvenstva, od natjecanja je odustala NK Croatia Krivaj, a pored nje, u 3. ŽNL Sisačko-moslavačku je ispao NK Ekonomik Donja Vlahinička.

## Tablica
| Mj. | Klub                         | Sus.                                               | Pobj.                                              | Nerj.                                              | Por.                                               | GR.                                                | Bod.                                               |
| --- | ---------------------------- | -------------------------------------------------- | -------------------------------------------------- | -------------------------------------------------- | -------------------------------------------------- | -------------------------------------------------- | -------------------------------------------------- |
| 1.  | NK Sloga Hrastovica          | 20                                                 | 14                                                 | 4                                                  | 2                                                  | 75:20                                              | 46                                                 |
| 2.  | NK Sunjski Sunja             | 20                                                 | 11                                                 | 6                                                  | 3                                                  | 38:18                                              | 39                                                 |
| 3.  | NK Metalac Međurić           | 20                                                 | 12                                                 | 1                                                  | 7                                                  | 48:28                                              | 37                                                 |
| 4.  | NK Sokol Rajić               | 20                                                 | 9                                                  | 3                                                  | 8                                                  | 35:47                                              | 30                                                 |
| 5.  | NK Tomislav Nova Subocka     | 20                                                 | 9                                                  | 4                                                  | 7                                                  | 49:36                                              | 29 (-2) ↓1                                         |
| 6.  | NK Strijelac Banova Jaruga   | 20                                                 | 8                                                  | 3                                                  | 9                                                  | 49:41                                              | 27                                                 |
| 7.  | NK Vatrogasac Husain         | 20                                                 | 7                                                  | 2                                                  | 11                                                 | 50:51                                              | 23                                                 |
| 8.  | NK Šartovac                  | 20                                                 | 7                                                  | 2                                                  | 11                                                 | 35:40                                              | 23                                                 |
| 9.  | NK Strug Bročice             | 20                                                 | 6                                                  | 5                                                  | 9                                                  | 36:48                                              | 23                                                 |
| 10. | NK Sava Puska                | 20                                                 | 5                                                  | 5                                                  | 10                                                 | 31:53                                              | 20                                                 |
| 11. | NK Ekonomik Donja Vlahinička | 20                                                 | 4                                                  | 1                                                  | 15                                                 | 25:89                                              | 13                                                 |
| 12. | NK Croatia Krivaj            | Klub odustao od natjecanja prije početka prvenstva | Klub odustao od natjecanja prije početka prvenstva | Klub odustao od natjecanja prije početka prvenstva | Klub odustao od natjecanja prije početka prvenstva | Klub odustao od natjecanja prije početka prvenstva | Klub odustao od natjecanja prije početka prvenstva |